# Jochen Strobel
Jochen Strobel (* 27. April 1966 in Münchberg) ist ein deutscher Literaturwissenschaftler. Er ist außerplanmäßiger Professor für Neuere deutsche Literatur an der  Philipps-Universität Marburg.

## Leben
Strobel studierte von 1986 bis 1992 Neuere deutsche Literaturwissenschaften an der Ludwig-Maximilians-Universität München und war anschließend  Stipendiat der Sächsischen Graduiertenförderung. 1997 wurde er an der TU Dresden mit einer Arbeit zu Thomas Mann promoviert, wo er ab 1998 als wissenschaftlicher Mitarbeiter tätig war. Nach Übernahme von Lehraufträgen ab 2004 ist er seit 2006 kontinuierlich wissenschaftlicher Mitarbeiter am Institut für Neuere deutsche Literatur der Philipps-Universität Marburg, wo er sich 2008 habilitierte. Es folgten Lehrstuhlvertretungen in Magdeburg und Osnabrück; 2009 hatte er eine Gastprofessur an der Universität Sanaa inne. Im Jahr 2014 erfolgte die Ernennung zum außerordentlichen Professor.

## Arbeitsgebiete
Seine Arbeitsschwerpunkte liegen auf dem Gebiet der Lyrik, der Adelsforschung, der literarischen Romantik, der Briefkultur und der Editorik. Gegenwärtige Forschungsprojekte sind die Herausgabe der digitalen Edition der Briefe August Wilhelm Schlegels in Zusammenarbeit mit der Sächsischen Landesbibliothek – Staats- und Universitätsbibliothek Dresden und dem Trier Center for Digital Humanities sowie ein Projekt zu Semantiken des Adels in Kooperation mit Eckart Conze.

## Werke

### Autor
- Entzauberung der Nation. Die Repräsentation Deutschlands im Werk Thomas Manns. (Diss. Technische Universität Dresden 1997) Dresden: Thelem 2000.
- Eine Kulturpoetik des Adels in der Romantik. Verhandlungen zwischen‚ Adeligkeit’ und Literatur um 1800. (Habilitationsschrift Philipps-Universität Marburg 2008) Berlin/New York: de Gruyter 2010 (XIII+479 S.; Quellen und Forschungen zur Literatur- und Kulturgeschichte, N. F., 66).
- Gedichtanalyse. Eine Einführung. Berlin: Erich Schmidt 2015 (= Grundlagen der Germanistik. Band 59).

### Herausgeber (Auswahl)
- Vom Verkehr mit Dichtern und Gespenstern. Figuren der Autorschaft in der Briefkultur. Heidelberg: Winter 2006.
- mit York-Gothart Mix: Der Europäer August Wilhelm Schlegel. Romantischer Kulturtransfer – romantische Wissenswelten. Berlin/New York: de Gruyter 2010 (= Quellen und Forschungen zur Literatur- und Kulturgeschichte; 62).
- mit Eckart Conze, Jörg Schuster und Wencke Meteling:  Aristokratismus und Moderne 1890–1945. Bonn u. a.: Böhlau 2013, ISBN 978-3-412-21007-6.
- mit Jörg Schuster: Briefkultur von Martin Luther bis Thomas Bernhard. Texte und Interpretationen. Berlin/New York: de Gruyter 2013.
- mit Jürgen Wolf: Maecenas und seine Erben. Stuttgart: S. Hirzel 2015.
- mit Eckart Conze, Jan de Vries, Daniel Thiel: Aristokratismus. Historische und literarische Semantik von 'Adel' zwischen Kulturkritik der Jahrhundertwende und Nationalsozialismus (1890–1945). Münster: Waxmann 2020.